# Inachus thoracicus
Inachus thoracicus is een krabbensoort uit de familie van de Inachidae. De wetenschappelijke naam van de soort is voor het eerst geldig gepubliceerd in 1830 door Roux.